# Ian Fleming
Ian Lancaster Fleming (Londra, 28 maggio 1908 – Canterbury, 12 agosto 1964) è stato uno scrittore, giornalista e militare britannico, famoso soprattutto per aver creato il personaggio dell'agente 007 (James Bond), dando vita con i suoi romanzi a una nuova visione della letteratura gialla inglese.

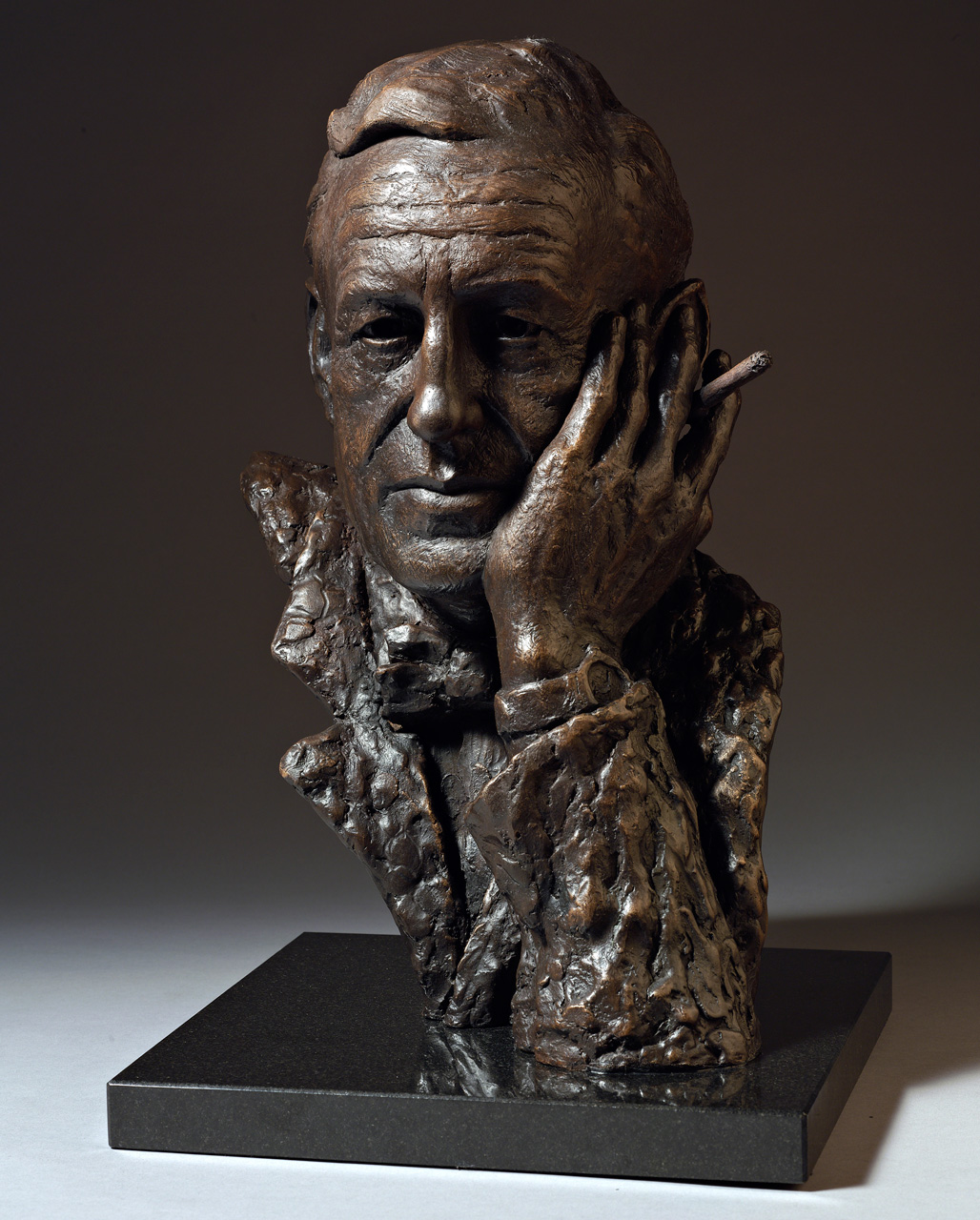
Busto in bronzo di Ian Fleming scolpito dallo scultore britannico Anthony Smith nel 2008

Ian Fleming fu un ufficiale della Royal Navy durante la seconda guerra mondiale, arruolato nel Servizio Informazioni della Marina alle dipendenze dell'ammiraglio Godfrey. Fu poi un giornalista di discreto successo. Nei primi anni della sua carriera come scrittore, ovvero dal 1953, data di pubblicazione del suo primo romanzo Casino Royale, Fleming non ebbe apprezzamenti da pubblico e critica. Col passare degli anni, e in particolare dal 1962, anno di approdo nelle sale cinematografiche del primo film con James Bond, Agente 007 - Licenza di uccidere (titolo originale: Dr.No) interpretato da Sean Connery, l'autore fu rivalutato.

## Biografia

### Origini
Nato da una famiglia aristocratica inglese, figlio di Valentine Fleming, deputato conservatore e ufficiale della Riserva, nipote di Robert Fleming, ricco banchiere scozzese, Ian Lancaster Fleming era il secondo di quattro fratelli. Nel 1917, quando ha solo nove anni, il padre muore nella prima guerra mondiale, nominando la moglie Evelyn St. Croix Rose Fleming sua erede, con il vincolo che la donna non si risposi. Il fratello della madre, Harcourt 'Ingle' Rose, sposò la contessa Estelle Marie Carandini, vedova dell'ufficiale Geoffrey Trollope Lee, nonché padre dell'attore Christopher Lee. Lo spettro del padre grava per molto tempo sul giovane Ian, che lo vede come un esempio. Vive anche all'ombra del fratello maggiore, Peter, che ha ottimi risultati a Oxford.

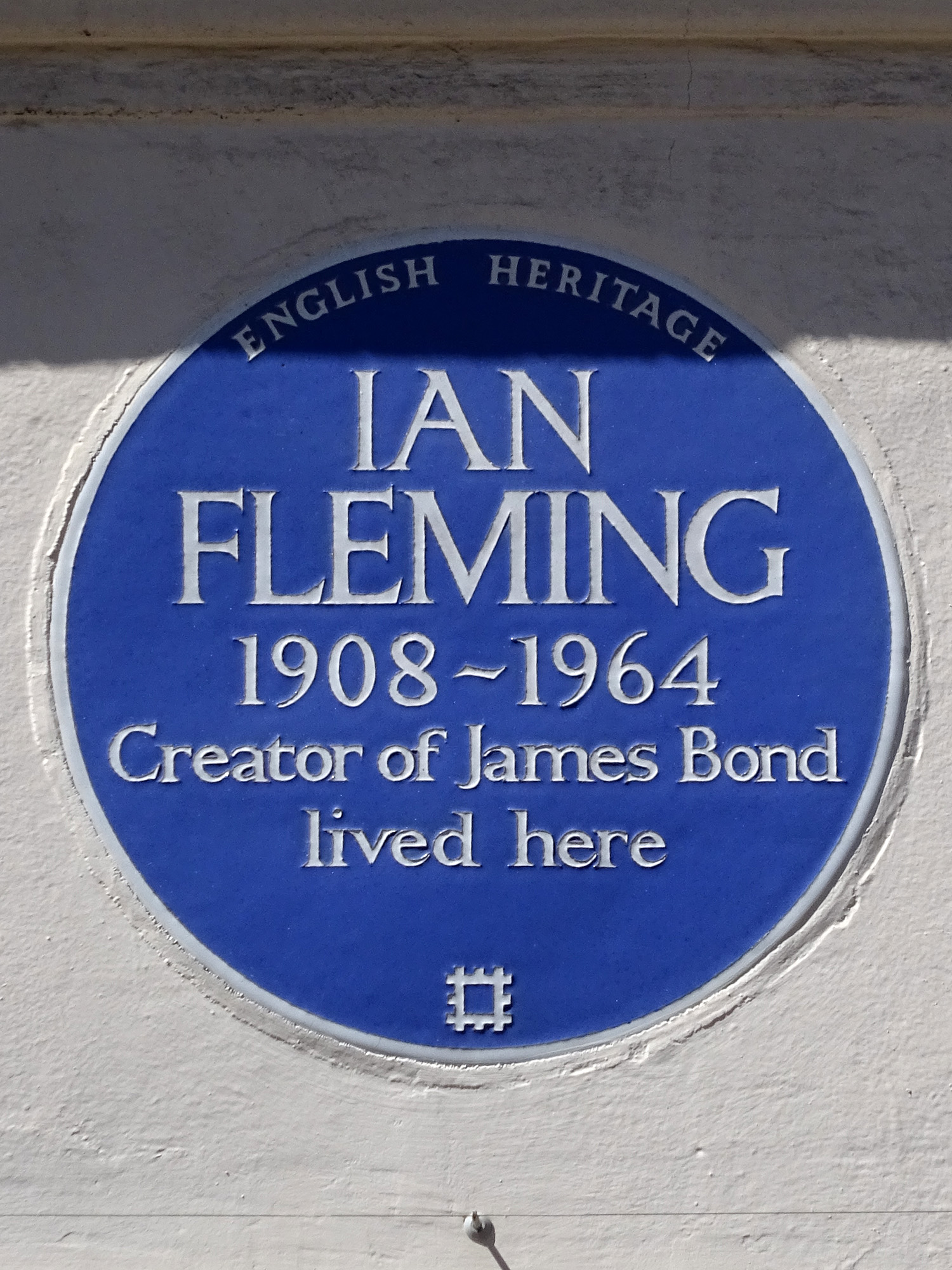
Targa commemorativa presso la casa dell'autore

Nel 1921 incomincia a frequentare il college di Eton, dove si distingue in particolar modo per meriti sportivi, ma è costretto ad abbandonare gli studi a causa di un incidente con una ragazza
La madre, con l'obiettivo di infondergli maggior rettitudine morale, lo iscrive alla Reale accademia militare di Sandhurst, dove Ian rimane per poco tempo: viene espulso dopo aver contratto la gonorrea. La madre, esasperata, nel 1928 lo manda in Austria, a Kitzbühel, dove Ian si appassiona allo sci e all'alpinismo, attività che ricorreranno sovente nei racconti di 007.
In seguito Ian frequenta corsi di politica estera all'Università di Monaco di Baviera, provando a scrivere poemi e brevi racconti, ma senza convinzione. Nel 1929 frequenta brevemente l'Università di Ginevra. Segue infine le orme del fratello: è giornalista per l'agenzia Reuters, come inviato a Berlino, a Londra e a Mosca, dove prosegue la carriera come inviato speciale del Times. La morte del nonno lo porta ad abbandonare il giornalismo: diviene socio della banca di famiglia, con la speranza di conseguire facili ricchezze.

### Militare
Nel 1939, all'alba della seconda guerra mondiale, è reclutato dall'ammiraglio John Edumund Godfrey, direttore della Naval intelligence della Royal Navy, come suo assistente personale, inizialmente con il grado di tenente, ma promosso capitano di corvetta dopo pochi mesi.
L'ammiraglio Godfrey era conosciuto per il suo carattere difficile e si era fatto un certo numero di nemici all'interno degli ambienti governativi; utilizzò spesso Fleming come ufficiale di collegamento con altre strutture governative, come il Secret Intelligence Service, il Political Warfare Executive, lo Special Operations Executive (SOE), il Joint Intelligence Committee, lo staff del Primo Ministro, ecc.
Il 29 settembre del 1939, subito dopo l'inizio della guerra, Godfrey diffuse un memorandum che, secondo lo storico Ben Macintyre, "aveva tutte le caratteristiche del Liutenent Commander Ian Fleming", chiamato Trout Memo, relativo alle tecniche d'inganno e disinformazione da utilizzare contro il nemico in tempo di guerra. Il dossier conteneva una serie di stratagemmi per attirare navi di superficie e sommergibili dell'Asse verso i campi minati. Uno degli stratagemmi concerneva l'uso di documenti falsi da fare trovare al nemico addosso a un cadavere, trucco simile a quello utilizzato nel 1943 nel corso dell'operazione Mincemeat per nascondere al nemico il vero obiettivo dello sbarco in Sicilia. L'operazione Ruthless, un piano volto a ottenere i codici della macchina cifrante Enigma utilizzata dalla marina tedesca, è stato ispirato da una relazione scritta da Fleming a Godfrey il 12 settembre 1940.
Fleming lavorò anche con il colonnello "Wild Bill" Donovan, rappresentante speciale del presidente Franklin Delano Roosevelt per l'intelligence e creatore dell’OSS – Office of Strategic Services, il Servizio d'intelligence USA che, dopo la guerra, divenne la CIA. Nel 1941-42 l'ammiraglio Godfrey incaricò Fleming di sovrintendere all'approntamento di Goldeneye, un piano per conservare una rete d'intelligence in Spagna, in caso di invasione tedesca. Il progetto prevedeva anche l'attuazione di operazioni di sabotaggio.
Nel 1942 Fleming costituì un'unità di commando, conosciuta come No. 30 Commando o 30 Assault Unit (30AU), composta da militari specializzati nell'intelligence. Il lavoro della 30AU doveva svolgersi nei pressi della linea del fronte, a volte oltre la stessa, per appropriarsi di documenti che si trovavano in posti di comando nemici preventivamente individuati. L'idea dell'unità era basata su un gruppo tedesco, comandato da Otto Skorzeny, che aveva svolto compiti simili nella battaglia di Creta nel maggio del 1941.
Fleming non combatté sul campo con la 30AU, ma selezionò gli obiettivi e diresse le operazioni dal Quartier Generale. All'atto della sua costituzione il reparto contava circa trenta uomini, ma progressivamente il numero dei militari crebbe di oltre cinque volte, rinforzato con soldati provenienti da altre unità di Commando che furono addestrati anche presso il SOE. Alla fine del 1942 il Contrammiraglio Godfrey venne sostituito come capo del Naval Intelligence e l'influenza di Fleming nell'organizzazione diminuì, anche se mantenne il controllo della 30AU. Prima dello sbarco in Normandia, la maggior parte delle operazioni della 30AU si svolse nell'area del Mediterraneo, anche se prese parte segretamente al fallito raid di Dieppe. A causa dei suoi successi in Sicilia e nel resto dell'Italia, la 30AU godeva della massima fiducia da parte del servizio segreto della Marina. Nel marzo 1944 Fleming curò la distribuzione delle informazioni alle unità della Royal Navy in vista della operazione Overlord (in seguito seguì l'unità in Germania, dopo che questa aveva individuato nel castello Tambach gli archivi navali tedeschi dal 1870). Fleming ispezionò la 30AU durante l'Operazione Overlord, soprattutto a seguito dell'attacco a Cherbourg, nel corso del quale il reparto venne erroneamente utilizzato come forza commando regolare piuttosto che come unità di raccolta intelligence. Questo spreco di competenze specialistiche degli uomini, che rischiò di compromettere le operazioni d'intelligence, portò alla revisione dell'impiego di questo tipo di unità.
Il successo della 30AU portò nell'agosto 1944 alla decisione di costituire una "Target Force", che divenne nota come T-Force. Il memorandum ufficiale, conservato presso i National Archives di Londra, descrive il ruolo primario dell'unità: "la T-Force – Target Force – deve reperire e custodire documenti, attrezzature, personale combattente e dell'intelligence nemico dopo la cattura di grandi città, porti, ecc in territorio liberato e nemico".
Fleming faceva parte del Comitato che selezionava gli obiettivi per la T-Force che venivano inseriti nei “Black Books" che venivano poi consegnati agli ufficiali dell'Unità. La componente di fanteria della T-Force era in parte costituita da militari del 5º Battaglione del King's Regiment, che in seno alla Seconda Armata era responsabile della protezione degli obiettivi d'interesse per i militari britannici, compresi i laboratori nucleari, i centri di ricerca sul gas e gli scienziati missilistici. Le scoperte più importanti dell'unità vennero effettuate nel porto tedesco di Kiel, nel centro di ricerca dei motori tedeschi utilizzati nel missile V-2, sui caccia Messerschmitt Me 163 e sugli U-Boot ad alta velocità.
Fleming uscì dalla guerra profondamente segnato, sebbene non fosse mai stato in prima linea: la sua amante, Muriel Wright, rimase tragicamente uccisa in un bombardamento. La sua figura riveste per il giovane Fleming un ruolo simile a quello che Vesper Lynd rappresenta per Bond in Casinò Royale, tanto da far pensare che quest'ultima le sia quasi ispirata: l'unica donna che l'agente segreto abbia amato prima della moglie, Tracy Bond, e figura costante nei suoi ricordi.

### Scrittore
Nel dopoguerra, dal 1945 al 1959, lavora a The Sunday Times e, come capo dei servizi esteri, per la catena di giornali Kemsley. Nel 1946 compra la sua amata tenuta giamaicana, Goldeneye: per sua ammissione impiega 6 anni a "conoscere" la Giamaica, dedicandosi ai suoi hobby, come la pesca subacquea e il golf.
Nel 1952 sposa Anne Geraldine Rothermere (contessa di Charteris) della quale era stato l’amante, nonostante la morte di Muriel Wright lo avesse reso diffidente verso il matrimonio e – dopo la morte del padre e del fratello – nei confronti di legami stabili come la famiglia. Durante il viaggio di nozze termina la prima stesura di Casinò Royale, il primo romanzo con protagonista James Bond.
Il matrimonio costringe Fleming a trovare un metodo per "sfuggire alle noie della vita coniugale": va in ritiro per due mesi all'anno, gennaio e marzo, retribuiti come da contratto, a Goldeneye e incomincia a scrivere romanzi, intraprendendo la carriera di scrittore a tempo pieno. Scrive in totale undici romanzi e tre raccolte di racconti con protagonista James Bond, tutti usciti puntualmente ogni anno a fine marzo/inizio aprile, al suo ritorno da Goldeneye. Anche grazie a recensioni positive (spesso firmate da autori illustri come Raymond Chandler, che con gli anni diverrà suo amico personale) e una buona accoglienza all'estero, i romanzi di James Bond diventano best seller, catapultando Fleming in un mondo che non gli appartiene, rendendolo una celebrità.
Soprattutto in questo periodo Fleming diventa sempre più simile al suo personaggio, a sua somiglianza già intuibilmente plasmato: incomincia a fumare assiduamente sigarette (di una miscela speciale di tabacco, più aromatico, prodotte - come per Bond - appositamente per lui a Londra) e a far uso di alcolici. Il suo stato di salute comincia a peggiorare, ma il suo successo raggiunge vertici inaspettati. Nel 1962 due produttori inglesi allora semi-sconosciuti, Harry Saltzman e Albert R. Broccoli, decidono di trarre una serie di film dai romanzi di Fleming. Il successo è immediato quanto inaspettato: Licenza di uccidere, con Sean Connery nel ruolo di Bond, incassa cifre inimmaginabili e moltiplica l'esposizione mediatica dei romanzi e di Fleming.
All'una di notte del 12 agosto 1964, a 56 anni, Ian Fleming muore per un infarto. La moglie Anne Rothermere muore nel 1981, mentre il loro unico figlio, Caspar, decede all'età di 23 anni a causa di un'overdose nel 1975. Giacciono tutti e tre sepolti sotto un obelisco di pietra vicino alla piccola chiesa di Sevenhampton.

## Opere

### Il metodo
Fleming aveva sperimentato un metodo di scrittura, che seguì con minuziosità per ogni libro:
- sei settimane di lavoro nei due mesi invernali che trascorreva in Giamaica: gennaio e marzo di ogni anno
- 4 ore di lavoro giornaliere: dalle 9 alle 12 al mattino, dalle 18 alle 19 alla sera
- 2000 parole al giorno senza correzioni
- un'ulteriore settimana, la settima, per correggere gli errori vistosi e riscrivere brevi passaggi.

Grazie a questo metodo Fleming scrisse dal 1952 al 1964, anno della sua morte avvenuta in agosto, 13 romanzi in 13 anni, che vennero puntualmente consegnati alle stampe, tanto da consentire l'uscita a fine marzo/inizio aprile di ogni anno. Octopussy, il suo 14º libro, pubblicato postumo nel 1966, anno successivo alla sua ultima pubblicazione canonica, è invece una raccolta di tre suoi racconti brevi: Octopussy, Di proprietà di una signora, Il lume dell'intelletto.

### I romanzi
Ian Fleming scrisse dodici romanzi, più due raccolte di racconti brevi, con protagonista l'agente segreto James Bond, tradotti e pubblicati per la prima volta in Italia sotto vari titoli dalla casa editrice Garzanti:
1. Casino Royale, 1953
  1. La benda nera, in "I Romanzi del Corriere", n. 46, 1958;
  2. Casinò Royal, Milano, Garzanti, 1965;
  3. Casino Royale, Milano, Adelphi, 2012.
2. Live and let Die, 1954
  1. Vivi e lascia morire, Milano, Garzanti, 1956;
  2. Vivi e lascia morire, Milano, Adelphi, 2012.
3. Moonraker, 1955
  1. 007 il grande slam della morte, Milano, Garzanti, 1964;
  2. Moonraker, Milano, Adelphi, 2013.
4. Diamonds are Forever, 1956
  1. Una cascata di diamanti, Milano, Garzanti, 1962;
  2. I diamanti sono per sempre, Milano, Adelphi, 2014.
5. From Russia with Love, 1957
  1. A 007, dalla Russia con amore, Milano, Garzanti, 1964;
  2. Dalla Russia con amore, Milano, Adelphi, 2015.
6. Doctor No, 1958 
  1. L'impronta del drago, in "I Romanzi del Corriere", n. 42, 1958;
  2. 007 Licenza d'uccidere; Il dottor No, Milano, Garzanti, 1967;
  3. Il Dottor No, Milano, Adelphi, 2016.
7. Goldfinger, 1959
  1. Agente 007 missione Goldfinger, Milano, Garzanti, 1964;
  2. Goldfinger, Milano, Adelphi, 2017.
8. Thunderball[3], 1961
  1. Operazione tuono, Milano, Garzanti, 1961;
  2. Thunderball, Milano, Adelphi, 2019.
9. The Spy who Loved Me[4], 1962
  1. La spia che mi amava, Milano, Garzanti, 1966;
  2. La spia che mi ha amata, Milano, Adelphi, 2021.
10. On Her Majesty's Secret Service[3], 1963 
  1. Servizio segreto, Milano, Garzanti, 1963;
  2. Agente 007 al servizio segreto di Sua Maestà, Milano, Garzanti, 1969;
  3. Al servizio segreto di Sua Maestà, Milano, Adelphi, 2023.
11. You Only Live Twice[3], 1964
  1. Si vive solo due volte, Milano, Garzanti, 1965;
  2. Si vive solo due volte, Milano, Adelphi, 2025.
12. The Man with the Golden Gun, 1965
  1. L'uomo dalla pistola d'oro, Milano, Garzanti, 1966.

### I racconti
- For your Eyes Only[5], 1960
  - Solo per i tuoi occhi, Milano, Garzanti, 1960;
  - Solo per i tuoi occhi, Milano, Adelphi, 2022.
- Octopussy and The Living Daylights[6], 1966 (postumo)
  - Octopussy, Milano, Garzanti, 1970.

### Altri scritti
- Thrilling Cities (Le città dell'avventura)
  - Una raccolta di tredici articoli su varie città del mondo commissionati a Fleming dopo i primi successi come scrittore. La prima edizione comprende solo sette articoli su altrettante città del mondo, che Fleming visitò spesato dal Sunday Times nel 1959. Le edizioni successive comprendono tutti gli articoli sulle thrilling cities, comprese quelle europee visitate nel 1960. Nelle edizioni più recenti è stato incluso anche un racconto con protagonista James Bond, 007 a New York. Per l'Italia un capitolo è dedicato a Napoli, città in cui Fleming incontrò e intervistò il boss mafioso Lucky Luciano[7].
- The Diamond Smugglers, 1957
  -  Contrabbandieri di diamanti, traduzione di Andrea Carlo Cappi. Nuova edizione, Introduzione e cura di Massimo Bocchiola, Collana Oceani n.267, Milano, La nave di Teseo, 2024, ISBN 978-88-346-1952-0. [I ed., Milano, Alacrán, 2008, ISBN 978-88-896-0386-4]
  - Un saggio scritto durante gli studi preparatori de Una cascata di diamanti. Fleming rimase affascinato e colpito dal sistema del traffico internazionale di diamanti e decide di rendere pubbliche le abbondanti informazioni raccolte.
- State Of Excitement
  - Un romanzo mai pubblicato, commissionato allo scrittore da un emiro del Kuwait. Sarà la base del film di Terence Young The Poppy is Also a Flower (Il papavero è anche un fiore).
- Chitty-Chitty-Bang-Bang: The Magical Car, illustrato da John Burningham
  - Un romanzo per bambini scritto nel 1964 per puro diletto. Pubblicato dapprima in tre volumi, poi esce in un unico libro. La trasposizione cinematografica omonima, Citty Citty Bang Bang, è un libero adattamento della storia, diretta da Ken Hughes con Dick Van Dyke, con la sceneggiatura di Roald Dahl e Ken Hughes, che serve come base per l'omonimo musical teatrale, anch'esso del 1968.
  -  Chitty Chitty Bang Bang, traduzione di Irene Bulla, illustrazioni di John Burningham, Collezione i cavoli a merenda n.51, Milano, Adelphi, 2025, ISBN 978-88-459-3971-6.

### I racconti
- Proprietà di una signora (1966), in Gli eroi dell'ombra, a cura di Laura Grimaldi e Marco Tropea, Milano, A. Mondadori, 1981.

## Centenario

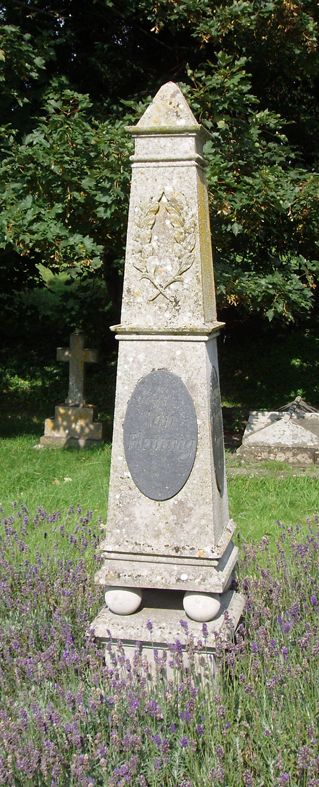
La tomba di Ian Fleming a Sevenhampton

In occasione del centenario dalla nascita dello scrittore (2008) sono state varie le iniziative in tutto il mondo per rendergli omaggio. Nel Regno Unito sono stati emessi francobolli raffiguranti le copertine dei quattordici libri di Ian Fleming su James Bond.
Il 28 maggio 2008, esattamente a cent'anni dalla nascita, è stato pubblicato in tutto il mondo il romanzo Non c'è tempo per morire (Devil May Care), commissionato allo scrittore Sebastian Faulks dalla Ian Fleming Publications. Segue in ordine cronologico l'ultimo libro di Fleming, Octopussy and The Living Daylights, descrivendo un James Bond più anziano e provato per le dure esperienze che ha affrontato durante la sua vita.

## Filmografia
Tre pellicole e una miniserie televisiva sono ispirate alla vita dello scrittore:
- Goldeneye - film TV (1989)
- Spymaker: la vita segreta di Ian Fleming - film TV (1990)[8]
- Ian Fleming: Bondmaker - film TV (2005)
- Fleming - Essere James Bond (Fleming: The Man Who Would Be Bond) - miniserie TV, 4 episodi (2014)

In una puntata della serie televisiva Timeless (stagione 1, episodio 4) il personaggio ispirato allo scrittore aiuta i protagonisti in una missione nella Germania nazista.